# Шевцов, Георгий Львович
Георгий Львович Шевцов (10 июля 1924 — 14 августа 1999) — советский актёр театра и кино, народный артист РСФСР (1991).

## Биография
Георгий Шевцов родился 10 июля 1924 года в Киеве, окончил там среднюю школу в 1941 году. В 1942—1944 годах служил в Красной армии. В 1945—1947 годах заведовал клубом шахты № 13 в Ростовской области.
В 1947—1949 годах учился в театральной студии при Киевском драмтеатре имени Леси Украинки, после окончания которой был актёром театра до 1952 года.
В 1952—1954 годах — актёр Ростовского драматического театра имени М. Горького.
В 1954 году переехал в Москву и с 1954 по 1959 год играл в драматическом театре Центрального дома культуры железнодорожников.
В 1959—1964 годах был актёром Московского театра имени А. С. Пушкина. В 1964 году стал актёром МХАТа, где сыграл более 50 ролей. После раздела театра в 1987 году вошёл в труппу МХАТа им. М. Горького.
Умер 14 августа 1999 года в Москве, похоронен на Ваганьковском кладбище (участок № 20).

## Награды и премии
- Заслуженный артист РСФСР (31.12.1969).
- Народный артист РСФСР (15.01.1991).
- Орден Отечественной войны II степени (1985).
- Орден Дружбы (17.06.1999).

## Работы в театре
- «Шестое июля» М. Шатрова — Дзержинский, Подвойский
- «Кремлёвские куранты» Н. Ф. Погодина — Дзержинский
- «Чрезвычайный посол» А. С. и П. Л. Тур — Седых
- «Сладкоголосая птица юности» Т. Уильямса — Босс
- «Заседание парткома» А. Гельмана — Потапов
- «Нахлебник» И. С. Тургенева — Елецкий
- «Мария Стюарт» Ф. Шиллера — Лестер
- «Братья Карамазовы» по Ф. М. Достоевскому — Ракитин
- «Дни Турбиных» М. А. Булгакова — Тальберг
- 1964 — «Иду на грозу» по Д. Гранину — Песецкий
- 1964 — «Три долгих дня» Г. Беленького — Вадим
- 1970 — «О женщине» Э. С. Радзинского — Кирилл
- 1971 — «Потусторонние встречи» по Л. В. Гинзбургу — прокурор Крафт
- 1973 — «Сон разума» А. Б. Вальехо  — король Фердинанд
- 1977 — «Обратная связь» А. Гельмана — помощник первого секретаря обкома
- 1979 — «Живи и помни» В. Г. Распутина — подполковник
- 1979 — «Всё кончено» Э. Олби — Сын
- 1980 — «Возчик Геншель» Г. Гауптмана — Вальтер
- 1981 — «Так победим!» М. Шатрова — член ЦК РКП(б)
- 1983 — «Амадей» П. Шеффера — Франц-Фердинанд
- 1984 — «Призраки среди нас» А. Кобэ — Торин
- 1985 — «Тихая ночь» Г. Мюллера — сын
- 1986 — «Чокнутая» по пьесе А. Гельмана "Зинуля" — председатель треста
- 1989 — «Мёртвые души» по Н. В. Гоголю — жандармский полковник, позже — председатель палаты Иван Григорьевич и Ноздрёв
- 1990 — «Макбет» У. Шекспира  — Ленокс
- 1994 — «Доходное место» А. Н. Островского  — Вышневский
- 1999 — «На дне» М. Горького  — Костылев

## Фильмография
1. 1960 — Мост перейти нельзя — Биф Ломен
2. 1963 — При исполнении служебных обязанностей — Козлов
3. 1963 — Самолёты не приземлились — Гарди
4. 1964 — Царская невеста — Малюта Скуратов (поёт — А. Гелева)
5. 1967 — Каменный гость — Дон Карлос (поёт Михаил Киселёв)
6. 1967 — Генерал Рахимов — Браун, немецкий офицер (в титрах Т. Шевцов)
7. 1967 — Майор Вихрь — Штромберг
8. 1969 — Он был не один — фон Шернер, капитан подводной лодки
9. 1969 — Тройная проверка (Рижская киностудия)
10. 1970 — Поезд в завтрашний день
11. 1970 — Посланники вечности
12. 1971 — Вся королевская рать — Джордж
13. 1971 — Город под липами — Афонин, капитан-лейтенант
14. 1971 — День за днём (7-я серия) — подполковник
15. 1971 — Коммунары — Кибальников
16. 1972 — Вид на жительство — пациент психоаналитика
17. 1972 — Самый последний день — майор
18. 1972 — Укрощение огня — эпизод
19. 1973 — Семнадцать мгновений весны (5-я серия) — гестаповец, избивающий Рунге
20. 1976 — В одном микрорайоне (3-я серия) — гость Борисова (нет в титрах)
21. 1976 — Ну, публика! — жулик
22. 1976 — Сибирь (5-я серия «Встреча») — становой нарымский пристав
23. 1977 — Это было в Коканде — Дональд, английский эмиссар
24. 1977 — Личное счастье — Альберт Петрович Макеев, кинорежиссёр
25. 1979 — Этот фантастический мир (Выпуск 2 «Янки при дворе короля Артура») — король
26. 1980 — Все кончено — сын
27. 1981 — Через Гоби и Хинган (СССР, Монголия) — Николай Андреевич Ломов, генерал-лейтенант, начальник Дальневосточного управления внешней разведки (озвучил Юрий Саранцев)
28. 1982 — Возчик Геншель — барышник Вальтер, брат фрау Геншель
29. 1982 — Переворот по инструкции 107 — Андерсон
30. 1985 — Мы обвиняем — Ричард Шелтон, полковник, командир специального авиаподразделения
31. 1987 — Так победим! — член ЦК РКП(б) и Совнаркома